# بومور

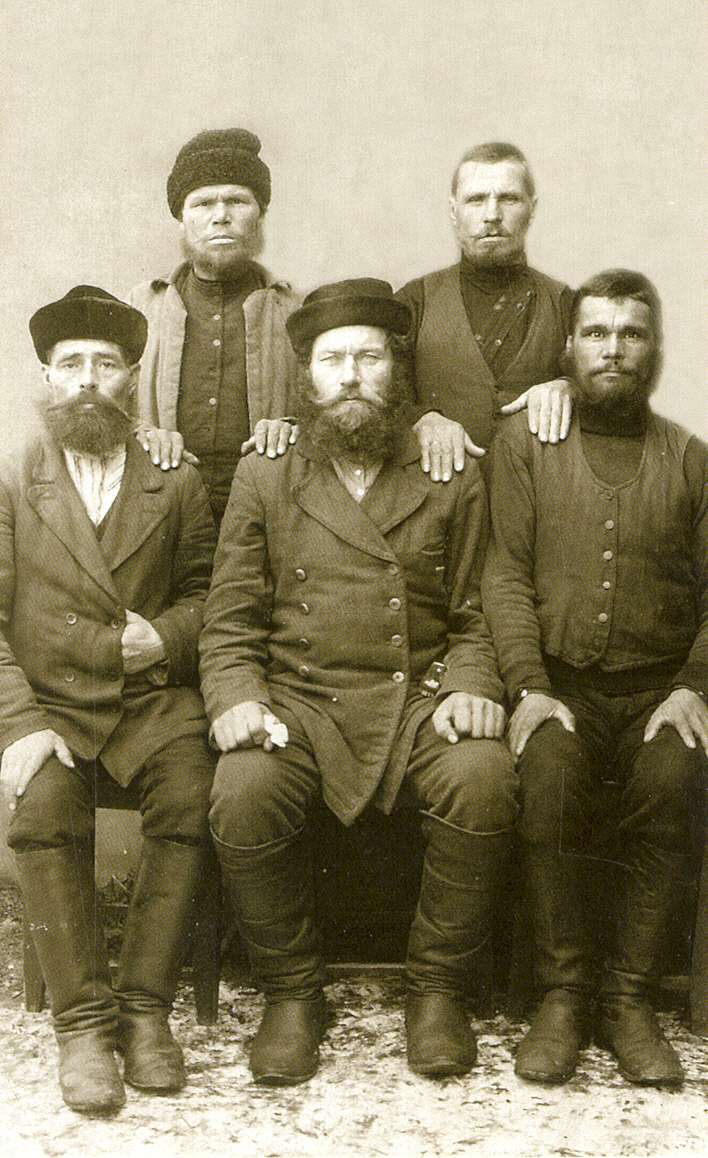
صورة لمجموعة من البومور ما قبل الثورة

البومور أو البوموري (بالروسية: помо́ры) (بمعنى "بحارة") هي مجموعة إثنوغرافية تنحدر من المستوطنين الروس، بشكل أساسي من فيليكي نوفغورود، الذين يعيشون على سواحل البحر الأبيض والأراضي التي تقع حدودها الجنوبية على مستجمعات المياه، التي تفصل حوض نهر البحر الأبيض عن أحواض الأنهار التي تتدفق جنوبا.

## تاريخ
في وقت مبكر من القرن 12، دخل مستكشفون من نوفغورود البحر الأبيض من خلال دفينا الشمالية وميزين وبيتشورا وأونيجا وأسسوا مستوطنات على طول السواحل البحرية في بيارمالاند. كانت خولموغوري مدينتهم الرئيسية حتى ظهور أرخانجيلسك في أواخر القرن السادس عشر. من قاعدتهم في كولا، استكشفوا منطقة بارنتس وشبه جزيرة كولا ونوفايا زيمليا.
في وقت لاحق، اكتشف شعب البومور طريق البحر الشمالي بين أرخانجيلسك وسيبيريا وحافظوا عليه. بالاستعانة بسفنهم المُسمّاة (koches)، توغلوا إلى المناطق العابرة لجبال الأورال في شمال سيبيريا، حيث أسسوا مستوطنة مانغازيا (Mangazeya) شرق شبه جزيرة يامال في وقت مبكر من القرن 16. ذكرت تاتيانا براتكوفا أن بعض المؤرخين يتوقعون أنه في أوائل القرن السابع عشر، استقر البومور في قرية روسكوي أوستي المعزولة في دلتا إنديغيركا، في شمال شرق ياقوتيا.

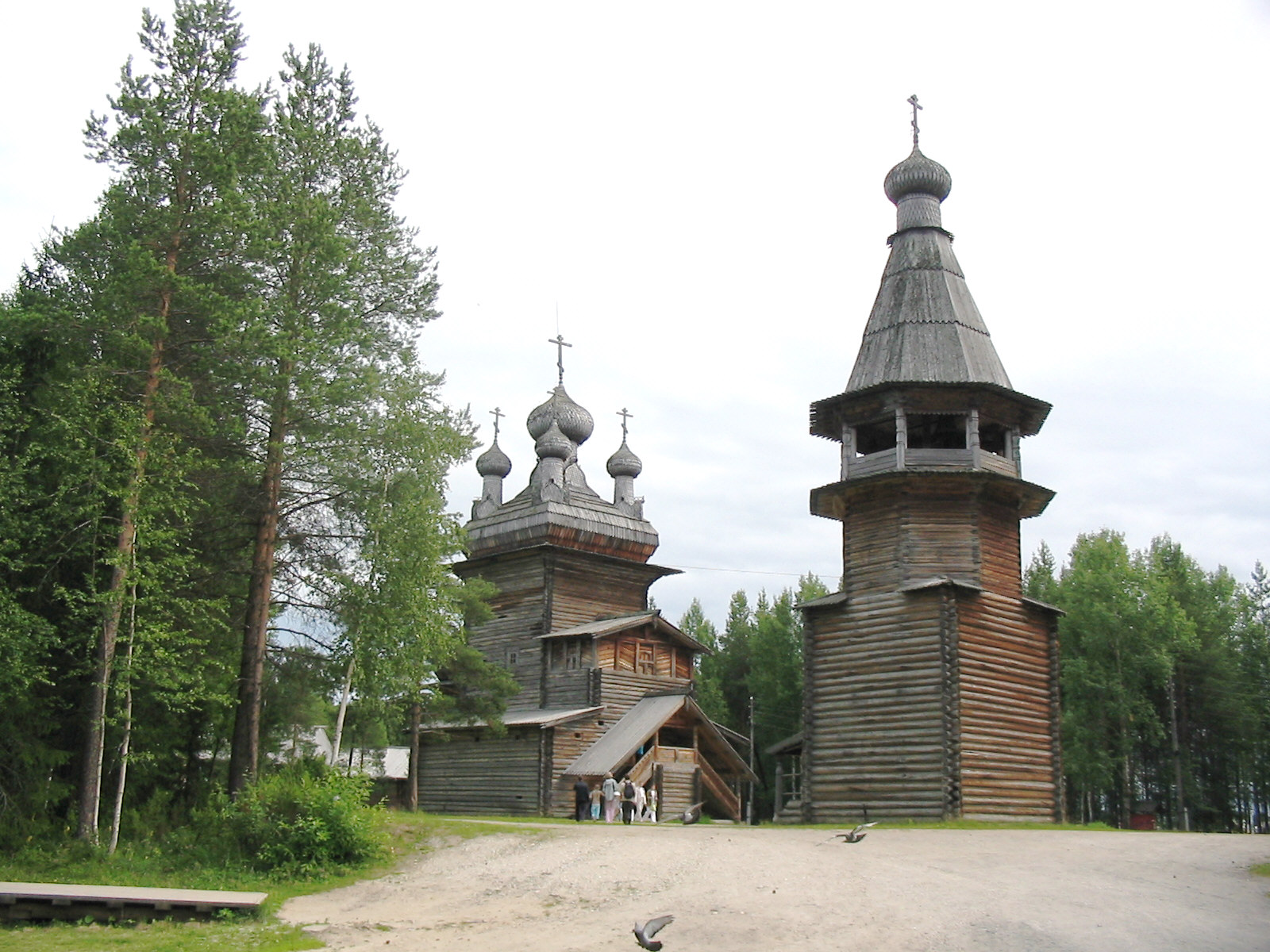
مالي كوريلي، قرية بومور في القرن السابع عشر، على بعد 28 كم شرق أرخانجيلسك

اسم بومورس مشتق من بومورسكي (Pomorsky) (بمعنى: "بحري"). يظهر الجذر اللغوي نفسه في كلمة بوميرانيا (يالبولندية: بومورز).
مصطلح بومور، الذي كان يعني في القرنين العاشر والثاني عشر "الشخص الذي يعيش بالقرب من البحر"، امتد تدريجيًا إلى مصطلح ينطبق على هؤلاء السكان الذين يعيشون بعيدًا نسبيًا عن البحر. أخيرًا في القرن الخامس عشر، انفصل الناس عن البحر. لم يكن البحر جزءًا رئيسيًا من اقتصاد هذه المنطقة. وفي الوقت نفسه، بدأ الناس باستخدام المصطلح للإشارة إلى أراضي الشمال الأوروبي الروسي كله، بما في ذلك مناطقمورمانسك، أرخانجيلسك وفولوغدا؛ وجمهوريات كاريليا وكومي.
تشمل سبل العيش التقليدية في بومور القائمة على البحر صيد الحيوانات وصيد الحيتان وصيد الأسماك؛ في مناطق التندرا مارسوا رعي الرنة.

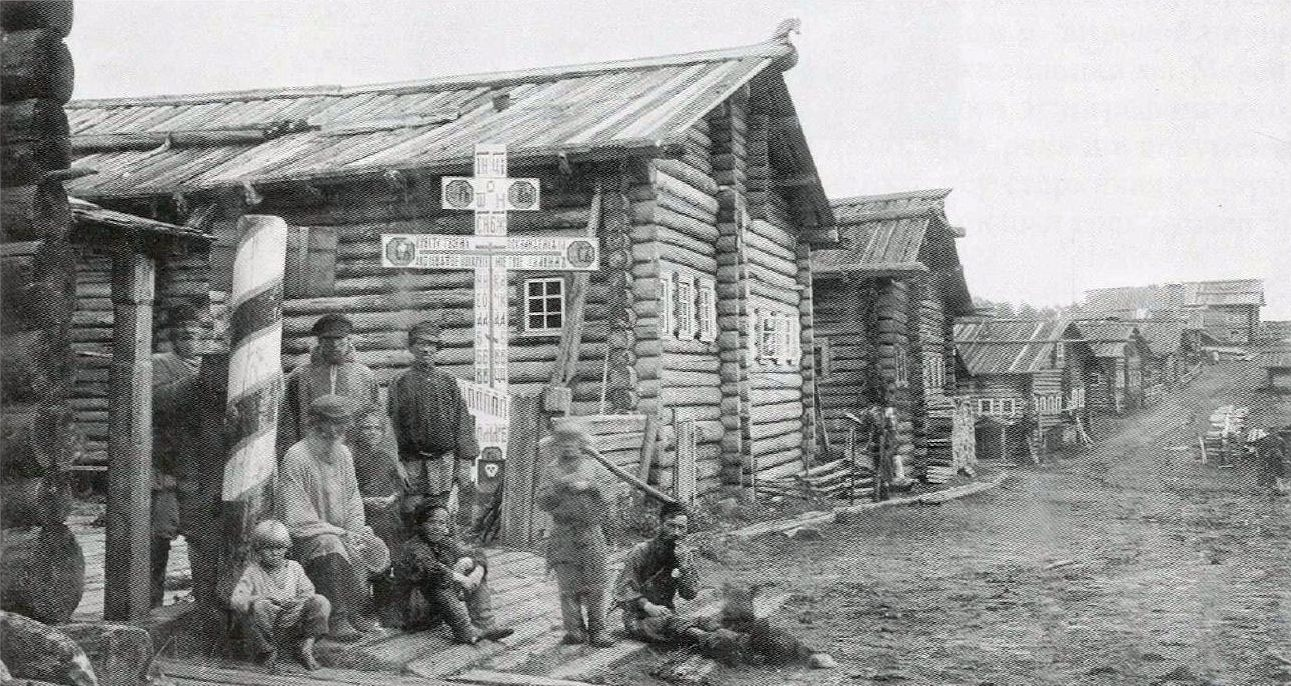
قرية بومور، أوائل القرن العشرين

في القرنين الثاني عشر والخامس عشر، كانت بومور تعتبر مستعمرة لولاية فيليكي نوفغورود. بحلول أوائل القرن السادس عشر، اكتمل ضم بوموري من قبل موسكو. في القرن السابع عشر، في 22 مقاطعة ضمن بوموري، كان الجزء الأكبر من السكان يتألف من فلاحين أحرار. جزء من الأرض مملوك للأديرة وتجار ستروجانوف. لم يكن هناك ملاك في بوموري. كان سكان مقاطعات بوموري يعملون في صيد الأسماك وإنتاج الملح، وغيرها من المشاريع.

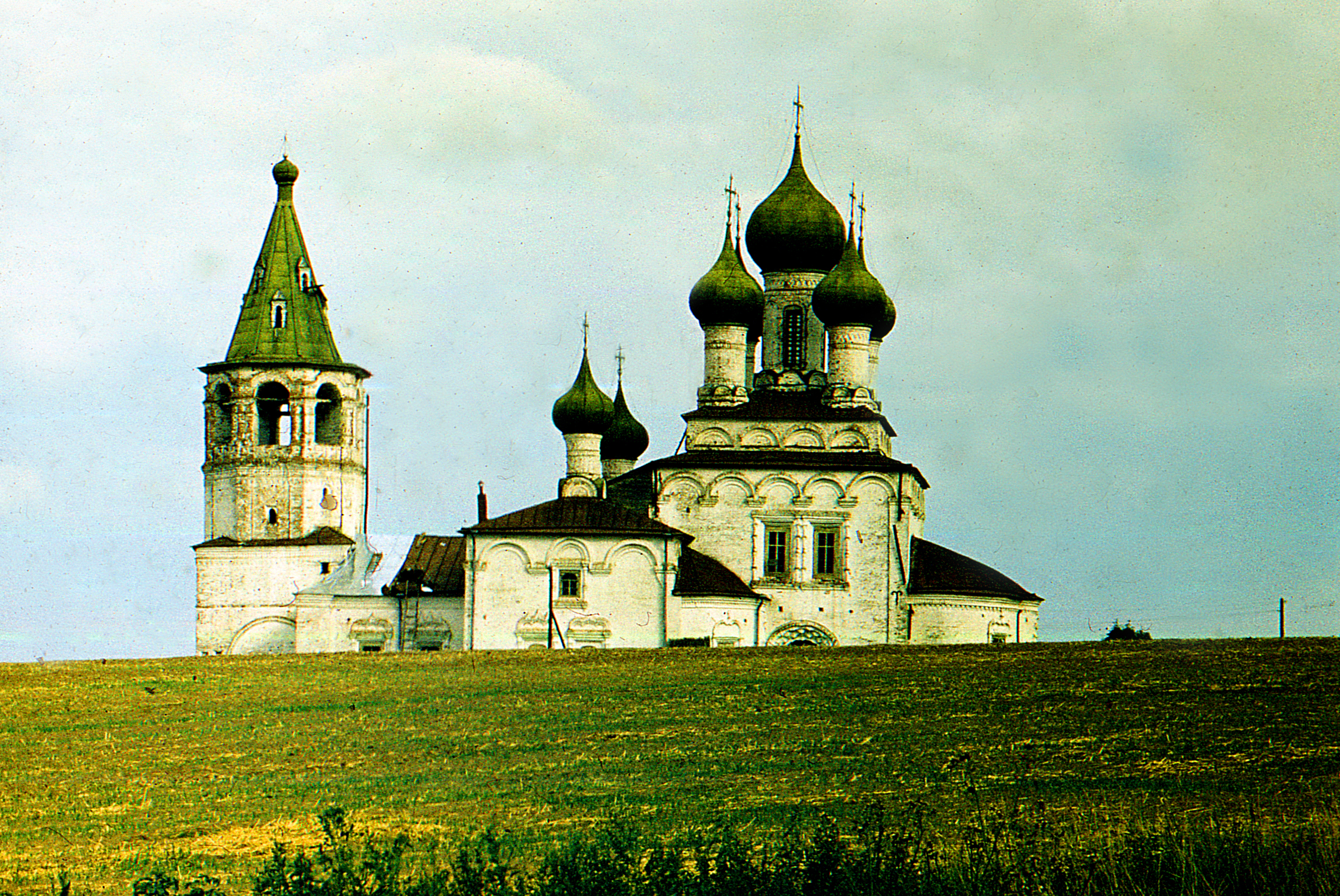
كنيسة بومور من القرن السابع عشر بالقرب من خولموغوري

صنف القاموس الموسوعي لبروكهاوس وإيفرون الروسي، في طبعته 1890-1907، بومور على أنهم روس عظيمون أو أشار إليهم على أنهم تجار روس وصيادون من الشمال. حتى الآ ، لا توجد موسوعة أو قاموس موسوعي يشير إلى بومور كمجموعة عرقية منفصلة.
في تعداد عام 2002، كان لدى المستجيبين خيار التعريف باسم "بومور"، حيث تم تصنيف هذه المجموعة في الإحصاء على أنها مجموعة فرعية من العرق الروسي. ومع ذلك، فقط 6571 شخصًا من اختار بومور، جميعهم تقريبًا في أرخانجيلسك أوبلاست (6295) ومورمانسك أوبلاست (127).
مثل معظم الروس الآخرين، يعتنق البومور المسيحية الأرثوذكسية. قبل ثورة عام 1917، كانت نسبة كبيرة من الروس من البومور يمارسون معتقدات قديمة.

## أعلام مشهورة

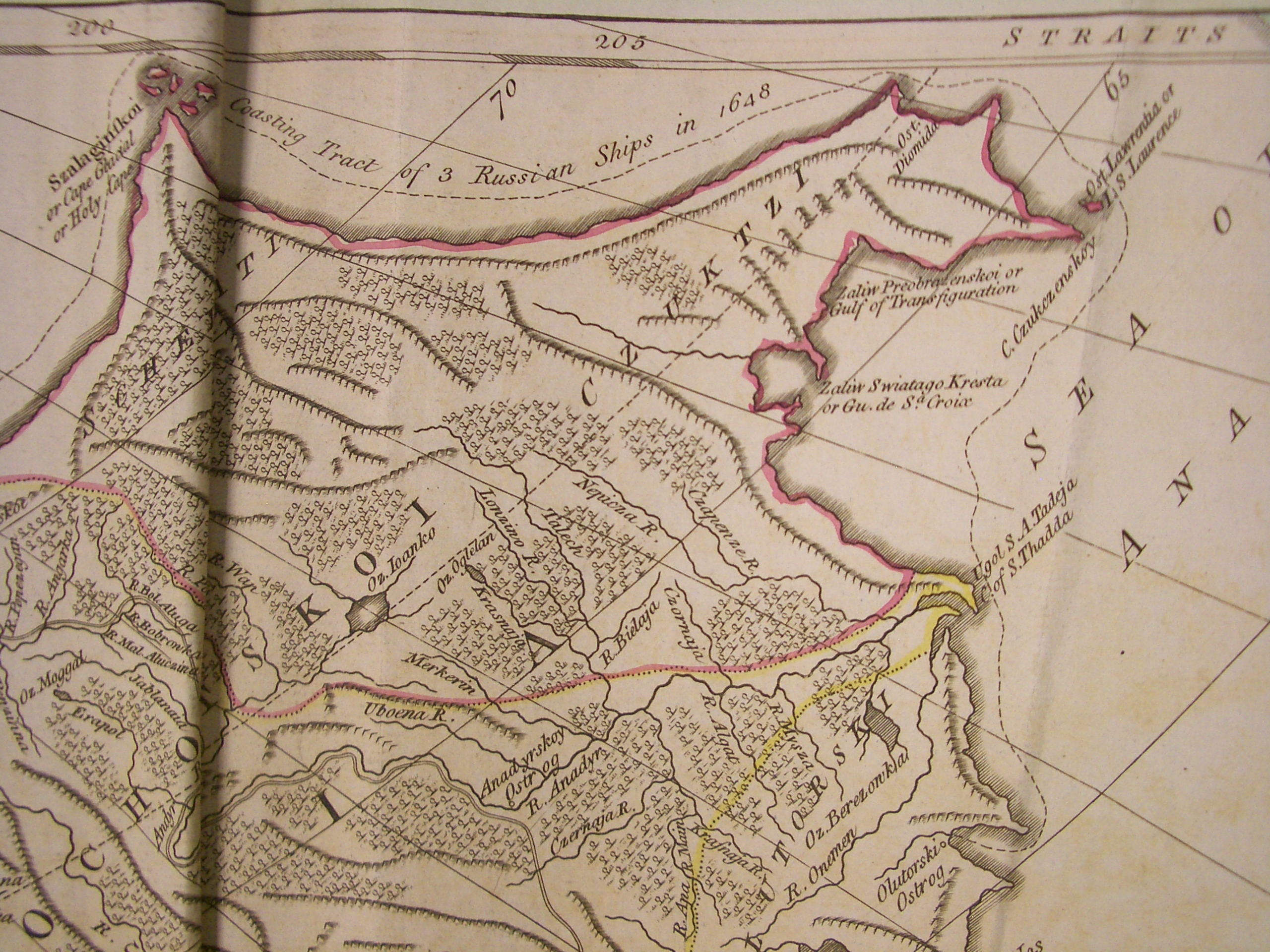
خريطة مبكرة (1773) لشوكوتكا، تُظهر مسار رحلة سيمون ديزهنيوف الاستكشافية لعام 1648

- ميخائيل لومونوسوف، ولد بالقرب من خولموغوري [5]
- فيدوت شوبين، ولد بالقرب من خولموغوري
- ولد سيميون ديجنيف في فيليكي أوستيوغ، وهو أول أوروبي يبحر عبر مضيق بيرينغ
- يروفي خاباروف من مواليد فيليكي أوستيوغ

## استخدام الاسم اليوم
تم تسمية إحدى جامعات أرخانجيلسك الثلاث بجامعة ولاية بومور (تم دمجها الآن في الجامعة الفيدرالية الشمالية). وتماشيا مع الاتجاه الروسي الحالي نحو دمج الرعايا الفيدراليين الأقل كثافة سكانية أو الأكثر فقرا إلى كيانات أكبر، تم اقتراح اندماج أرخانجيلسك ومورمانسك أوبلاست، وجمهورية كومي، وأوكروغ نينيتس الذاتية.